# Referèndum constitucional italià de 2016
El 4 de desembre de 2016 es va dur a terme en Itàlia un referèndum en el qual es va rebutjar la proposta, impulsada pel primer ministre Matteo Renzi i el Partit Democràtic el 2014, de reforma de la Constitució italiana. Aquesta reforma es basava principalment en la transformació del Senat de la República en un "Senat de les regions" i la disminució del nombre de senadors.
Si la llei constitucional havia estat aprovada pels votants, hauria sigut la reforma constitucional més extensiva a Itàlia d'ençà de la fi de la monarquia, no sols influenciant l'organització del Parlament, sinó millorant també, segons els seus proponents, la pobra estabilitat de govern en el país. Els partits de l'oposició van criticar durament la proposició, dient que estava mal escrita i que faria que el govern tingués massa poder.

## Resultats
| Referèndum constitucional d'Itàlia Resultats globals               |                           |            |          |
| Opció                                                              | Opció                     | Vots       | %        |
|                                                                    | Sí                        | 12.709.536 | 40.05 %  |
|                                                                    | No                        | 19.025.254 | 59.95 %  |
|                                                                    |                           |            |          |
| Vots vàlids                                                        | Vots vàlids               | 31.734.790 | 99.19 %  |
| Vots no vàlids o en blanc                                          | Vots no vàlids o en blanc | 263.126    | 00.81 %  |
|                                                                    |                           |            |          |
| Participació                                                       | Participació              | 31.997.916 | 68.48 %  |
| Votants registrats                                                 | Votants registrats        | 46.720.943 | 100.00 % |
|                                                                    | Abstenció                 | 14.723.027 |          |
| Font: Ministero dell'Interno Arxivat 2016-12-05 a Wayback Machine. |                           |            |          |

### Resultats per regions
| Regió                 | Participació | Sí        | No        | % Sí  | % No  |
| --------------------- | ------------ | --------- | --------- | ----- | ----- |
| Abruços               | 68.71%       | 255 022   | 461 167   | 35.61 | 64.39 |
| Basilicata            | 62.85%       | 98 924    | 191 081   | 34.11 | 65.89 |
| Calàbria              | 54.43%       | 276 384   | 561 557   | 32.98 | 67.02 |
| Campània              | 58.88%       | 839 692   | 1 827 768 | 31.48 | 68.52 |
| Emília-Romanya        | 75.93%       | 1 262 484 | 1 242 992 | 50.39 | 49.61 |
| Friül - Venècia Júlia | 72.51%       | 267 379   | 417 732   | 39.03 | 60.97 |
| Laci                  | 69.16%       | 1 108 768 | 1 914 397 | 36.68 | 63.32 |
| Ligúria               | 69.73%       | 342 671   | 515 777   | 39.92 | 60.08 |
| Llombardia            | 74.22%       | 2 453 095 | 3 058 051 | 44.51 | 55.49 |
| Marques               | 72.84%       | 385 877   | 472 656   | 44.95 | 55.05 |
| Molise                | 63.92%       | 63 695    | 98 728    | 39.22 | 60.78 |
| Piamont               | 72.03%       | 1 055 022 | 1 368 528 | 43.53 | 56.47 |
| Pulla                 | 68.71%       | 659 354   | 1 348 573 | 32.84 | 67.16 |
| Sardenya              | 62.45%       | 237 280   | 616 791   | 27.78 | 72.22 |
| Sicília               | 56.65%       | 642 980   | 1 619 828 | 28.42 | 71.58 |
| Toscana               | 74.45%       | 1 105 769 | 1 000 008 | 52.51 | 47.49 |
| Trentino - Alto Adige | 72.23%       | 305 322   | 261 473   | 53.87 | 46.13 |
| Úmbria                | 73.47%       | 240 346   | 251 908   | 48.83 | 51.17 |
| Vall d'Aosta          | 71.90%       | 30 568    | 40 116    | 43.25 | 56.75 |
| Vèneto                | 76.66%       | 1 078 883 | 1 756 144 | 38.06 | 61.94 |